# Revoltosa
Revoltosa es el segundo álbum de estudio de la banda española de rock alternativo Bongo Botrako, producido por Amparo Sánchez y el líder de la banda Uri Giné. Fue publicado el 12 de noviembre de 2012 en España, Francia, Alemania, Reino Unido, Bélgica, Países Bajos, Luxemburgo y Japón con Kasba Music.

## Listado de canciones
Todas las canciones escritas y compuestas por Uri Giné, salvo las canciones indicadas. 
| N.º   | Título                      | Duración |  |
| 1.    | «Intro»                     | 1:04     |  |
| 2.    | «Revoltosa»                 | 2:47     |  |
| 3.    | «Give us your love»         | 3:12     |  |
| 4.    | «Dinero no se come»         | 3:51     |  |
| 5.    | «We want less»              | 2:47     |  |
| 6.    | «Punk parranda»             | 3:36     |  |
| 7.    | «Dale a la vida»            | 3:24     |  |
| 8.    | «Invierno» (Amparo Sánchez) | 3:28     |  |
| 9.    | «Coge el vuelo»             | 3:46     |  |
| 10.   | «Contra-intro»              | 1:26     |  |
| 11.   | «Respirar pa trabajar»      | 3:50     |  |
| 12.   | «Seguiré»                   | 3:46     |  |
| 13.   | «Lluna»                     | 4:50     |  |
| 41:47 |                             |          |  |

## Créditos
Créditos adaptados del libreto de Revoltosa.
Bongo Botrako
- Uri Giné – voz, producción
- Nacho Pascual – guitarra
- Xavi Vallverdú – teclado
- David García – bajo
- Gorka Robert – batería, percusión
- Xavi Barrero – trompeta
- Óscar Gómez – saxo

Músicos adicionales
- Benjammin – voz (pista 3)
- Anita Kuruba – voz (pista 7)
- Chiki Lora – voz (pista 7)
- Amparo Sánchez – voz (pistas 8,12)
- Joan Garriga – voz (pista 13)
- Jordi Mestres – guitarra, bajo
- Gerard Casajús – percusión
- Jose Alberto Varona – trompeta

Producción
- Amparo Sánchez – producción
- Gerard Casajús – preproducción adicional
- Kaki Arkarazo – ingeniería de sonido, mezcla, masterización

Diseño
- Robertiko Ramos – diseño, ilustración